# イキマ島
イキマ島（イキマじま）は、かつて宮古列島の宮古島南方にあると考えられていた幻島（疑存島）である。

## 概要
宮古島の南約33キロメートルの北緯24度25分30秒・東経125度28分にあるとされた島であり、日本では1906年（明治39年）8月まで海図に記されていた。
実際には宮古島の北西にある池間島（いけまじま。現地の方言ではイキマ）が、1721年の『中山伝信録』に誤って宮古島の南東にあると記され、これを参考にしたその後の文献や海図に、池間島とは別の島として掲載されたものと考えられている。
なお、イキマ島が存在するとされた地点の水深は1,000メートル以上あるため、かつて島が存在し、地殻変動等により水没した可能性も否定されている。

## 歴史

### イキマ島の誕生
1719年から1720年にかけて清の冊封副使として琉球王国に赴いた徐葆光は、帰国後の1721年にその記録を『中山伝信録』としてまとめ、その中で「〔伊奇麻〕訳伊喜間。在太平山東南。」（伊奇麻、訳して伊喜間という。太平山（当時の宮古島の呼び名）の東南に在り。）と記した。しかし、『中山伝信録』に付された「琉球三十六島図」という地図では「伊奇麻」は「太平山」の北西に描かれており、徐葆光は『中山伝信録』本文では池間島の位置を誤って記載としたものと考えられている。
フランス人イエズス会士で清にわたったアントワーヌ・ゴービルが1751年にフランス語で著した『シナ人が琉球諸島と呼ぶ諸島についての覚書』には、『中山伝信録』が抄録されたが、ここでも宮古島の南東にイキマ島が記され、その存在がヨーロッパに広まることになった。ジェイムズ・バーニーが1897年に製図し、1909年に発行された『東亜輿地図』にも同様の位置にイキマ島が描かれている。

### 日本の地図における記載
日本においては、江戸時代の国絵図にはこの島は描かれていないものの、明治時代に作成された海図にはその存在が記されていた。また、賀田貞一が1885年（明治18年）に八重山炭山に坑長として赴任した際の論文「沖縄宮古八重山紀行」に付された「東京地学協会 日本沖縄宮古八重山諸島地質見取図 明治十九年二月 縮尺七十三万六千分之一」にもイキマ島が描かれている。

### 不存在の確認
しかし、1906年（明治39年）に、イギリスで建造された戦艦香取がシンガポールを経由して横須賀に回航される途中、8月10日にイキマ島があるとされた海域に立ち寄ってその存否を確認したが、快晴無風で展望は良好であったにもかかわらず、島影を見出すことはできず、海水の変色も確認できなかった。香取の観測結果に基づき、8月27日付の官報に海図からイキマ島を削除する旨の「水路告示」第1827号 第5321項が掲載され、これを以て公式にイキマ島の存在は抹消されることとなった。
なお、海図から削除された後の1925年（大正14年）に発表された柳田国男の「海南小記」掲載の宮古島の地図にはイキマ島が描かれていたという。